# ゴーティエ1世・ド・ヴェクサン
ゴーティエ1世・ド・ヴェクサン（Gautier Ier de Vexin, 920/5年 - 992年）は、ヴェクサン伯、アミアン伯およびヴァロワ伯（在位：943年 - 992年）。生涯の大半を西フランク王国で過ごした。

## 生涯
ゴーティエ1世はヴェクサン伯ラウル1世とエルデガルドの息子である。943年、子のいなかった兄ヴェクサン伯ラウル2世の跡を継いだ。
兄が戦闘で戦死したため、若くしてアミアン伯となった。ユーグ・カペーの忠実な家臣であり、965年にアミアン、ヴェクサン、ヴァロワの3伯領の統合を成し遂げた。ヴェクサンはルーアン大司教区の管轄下にあったが、ルーアン大司教ユーグとは良好な関係を維持した。991年、マントとムーランの子爵位を寡婦財産として保持していた義姉リウトガルド（兄ラウル2世の寡婦）が亡くなった。ゴーティエ1世はマントを自領に加え、ムーランはリウトガルドの息子ガレラン2世（リウトガルドの再婚で生まれた息子）に返還された。
ゴーティエ1世は、最初にドルー伯の娘エヴァと結婚した。950年頃、アンジュー伯フルク2世（善良公）とロルゴン家のジェルベルジュの娘アデルと再婚した。
アデルとの間に以下の子女をもうけた。
- ゴーティエ2世[3]（955年頃 - 1017/24年） - ヴェクサン伯、アミアン伯およびヴァロワ伯
- ギー - ソワソン司教[3]
- ラウル[3]
- ジョフロワ[3]